# Kampung Keude (Peudawa)
Kampung Keude is een bestuurslaag in het regentschap Aceh Timur van de provincie Atjeh, Indonesië. Kampung Keude telt 1738 inwoners (volkstelling 2010).